# Hellbound (serie televisiva)
Hellbound è una serie televisiva sudcoreana diretta da Yeon Sang-ho. Il pilot della serie è stato presentato in anteprima al Toronto International Film Festival il 9 settembre 2021. Ed è diventato il primo dramma coreano ad arrivare al festival. È stata pubblicata su Netflix il 19 novembre 2021 ed è diventata la serie Netflix più vista al mondo il giorno successivo, superando Squid Game uscito due mesi prima a Singapore. I critici sono stati positivi nei confronti dello spettacolo, ma anche consapevoli del fatto che seguisse le orme di Squid Game; Ciononostante, hanno previsto che sarebbe stato ampiamente discusso e che avrebbe avuto un impatto duraturo.
La serie, costituita da sei episodi, parla di una realtà in cui degli esseri soprannaturali appaiono dal nulla per trascinare le persone all'inferno.

## Trama
Seoul, Corea del Sud. Improvvisamente si assiste ad un fenomeno surreale che lascia la popolazione attonita di fronte a tutto ciò. A diversi cittadini appare una figura spettrale che gli annuncia il giorno e l'ora esatta in cui morirà e che finirà all'inferno. Al giorno esatto si presentano puntualmente tre figure spettrali e terrificanti che uccidono brutalmente e bruciano il malcapitato. Tra la popolazione terrorizzata inizia a dilagare un fervore religioso spinto dalla convinzione che questi siano Angeli venuti a punire i peccatori; tutto però cambia quando l'annuncio della morte viene fatto ad una bambina nata appena 24 ore prima.

## Episodi
| Stagione         | Episodi | Pubblicazione italiana |
| ---------------- | ------- | ---------------------- |
| Prima stagione   | 6       | 2021                   |
| Seconda stagione | 6       | 2024                   |

## Produzione
Il concetto è iniziato con un cortometraggio animato di 11 minuti intitolato Hell (지옥) scritto e disegnato da Yeon Sang-ho nel 2002 che è stato ampliato (attraverso l'aggiunta di una seconda parte) nel cortometraggio di 34 minuti intitolato Hell: Two Lives (지옥: 두개의 삶) nel 2003. Questo è stato seguito da una versione webtoon del concetto rinominata Hellbound pubblicata tra il 2009 e il 2011.
Nell'aprile 2020, Netflix ha approvato la produzione di una serie originale basata sul webtoon. Yeon ha firmato per dirigere la serie.

### Stagione 1
Alla fine di luglio, Yoo Ah-in, Park Jeong-min, Kim Hyun-joo, Won Jin-ah, Yang Ik-june, Kim Shin-rok, Ryu Kyung-soo e Lee Re sono stati confermati per interpretare vari ruoli nella serie.
La serie è stata girata al Cube Indoor Studio da agosto 2020 a gennaio 2021. I vecchi edifici del governo provinciale di Chungnam a Sunhwa-dong, Jung-gu e il villaggio missionario dell'Università Hannam a Daedeok-gu sono stati luoghi all'aperto per le riprese. Il 25 febbraio 2021, il regista e il cast di Hellbound hanno presentato la serie TV in un roadshow di contenuti Netflix.

### Stagione 2
Il 24 settembre 2022, Netflix ha confermato una seconda stagione. Il 2 marzo 2023, è stato confermato che Kim Sung-cheol avrebbe sostituito Yoo Ah-in in seguito alle sue accuse di uso di droghe. Kim Hyun-joo, Kim Shin-rok, Yang Ik-june, Lee Dong-hee e Lee Re riprenderanno i rispettivi ruoli nella seconda stagione. Anche Yang Dong-geun, Lim Seong-jae, Jo Dong-in e Moon Geun-young appariranno per arricchire la narrazione. Il 12 giugno 2023 è stato confermato che Yang Dong-geun è uscito dal cast per motivi personali, venendo sostituito da Hong Eui-joon.

## Distribuzione
La serie è stata presentata in anteprima mondiale al Toronto International Film Festival 2021, quando i primi tre episodi sono stati proiettati nella sezione "Primetime" il 9 settembre 2021 ed è diventata il primo dramma coreano ad arrivare al festival. I primi tre episodi sono stati proiettati anche al 26° Busan International Film Festival nella nuova sezione "On Screen" il 7 ottobre 2021 e al 65° BFI London Film Festival nella sezione "Thrill" il 15 ottobre 2021. È stato pubblicato per lo streaming su Netflix il 19 novembre 2021.

## Accoglienza

### Pubblico
Il sito aggregatore di recensioni Rotten Tomatoes ha riportato un indice di gradimento del 97%, basato su 32 recensioni con una valutazione media di 7,90/10. Il consenso critico del sito recita: "Evocato dalla diabolica immaginazione dello sceneggiatore e regista Yeon Sang-ho, Hellbound sfrutta il suo terrificante concetto per esplorare in modo ponderato la fallibilità umana".
Con 67,52 milioni di ore di visione nella settimana terminata il 28 novembre 2021, Hellbound si è piazzato al 2º posto nella Top 10 globale dei programmi TV più visti (non in inglese).
Al momento dell'uscita, ha registrato 43,48 milioni di ore di visione in tre giorni dall'uscita ed è salito al primo posto nella categoria "Netflix global TOP 10 TV (non English)" secondo il sito web Netflix TOP 10. Si è classificata al primo posto nella "TOP 10" in 12 paesi, mentre è stata elencata nella lista "TOP 10" in 59 paesi in tutto il mondo.  Questa è la tariffa più veloce per una serie coreana su Netflix.
Ha superato un altro dramma coreano prodotto da Netflix, Squid Game, come lo spettacolo più popolare su Netflix alla sua uscita iniziale. 

### Critica
Nick Allen di RogerEbert.com ha dato alla serie una recensione positiva, elogiando il modo in cui lo show ha mescolato l'orrore con i piedi per terra con discussioni ponderate sul peccato. Ha scritto: "Il trio di mostri dell'ira potrebbe essere assurdo, ma la follia all'interno di Hellbound è estremamente credibile". Kylie Northover, scrivendo per The Age, ha dato 4 stelle su 5 e, apprezzando la narrazione, ha scritto: " La narrazione si evolve costantemente in un avvincente mix di procedurali polizieschi, horror violento e commenti acuti sulle idee di difetti umani, mortalità, peccato, giustizia e influenza dei media. Riferendosi a The Leftovers, ha ritenuto che Hellbound mostri la sensibilità come "la ricerca di uno scopo da parte dell'umanità di fronte al divino, ma la sua esplorazione dei modi conflittuali in cui l'umanità potrebbe reagire a un tale evento di massa sembra qualcosa a cui tutti, in piccola parte, possiamo relazionarci dopo la pandemia.
Ed Power di The Telegraph ha valutato la serie con 3 stelle su 5 e ha dichiarato: "Hellbound si snoda come un mix di Clive Barker, Il Codice Da Vinci e l'iconico horror giapponese, Ring". Kim Seong-hyeon recensisce per YTN le "performance degli attori che rendono più fluido l'inferno di realtà che il regista ha solidamente creato in questo modo". Concludendo, Kim ha dichiarato: "Anche se la CG un po' insufficiente lascia un po' di delusione, Hell è un'opera che lascia un'impressione abbastanza profonda da compensarla. Sembra che non ci siano dubbi sul fatto che l'Inferno sarà l'opera di cui si parlerà di più quest'inverno". Abhishek Srivastava di The Times of India ha valutato la serie con 4 stelle su 5 e ha apprezzato la narrazione e la performance affermando: "Funziona più sorprese nelle sue narrazioni e presenta eccellenti interpretazioni che accentuano il dramma sui contrasti tra i suoi personaggi". A proposito della trama, Srivastava ha detto: "In un colpo di scena pulito e avvincente, lo show fa un salto in avanti di qualche anno; introducendo un nuovo livello di personaggi, scenari e situazioni, Concludendo la sua recensione ha detto: "Hellbound non è un thriller horror o un dramma poliziesco. Combina elementi di generi diversi per creare uno spettacolo altamente abbuffabile in cui il comportamento umano viene messo sotto esame". Jeffrey Zhang di Strange Harbors ha classificato la serie con B+ e ha dichiarato: "Hellbound trova una difficile corda morale sotto la sua fantasmagoria - un freddo meticolosamente realizzato e sorprendentemente introspettivo anche quando inciampa nel suo atto di giocoleria tematica".

#### Confronto tra Squid Game
Stuart Heritage di The Guardian commentando il paragone tra la serie e Squid Game ha scritto: "Hellbound è un dramma davvero eccezionale avvolto solo nel più leggero dei brividi di genere. Al momento potrebbe ritrovarsi travolto dalla scia di Squid Game, ma vi garantisco che, dei due, è lo show di cui si parlerà ancora tra un decennio".

## Riconoscimenti
| Anno | Premio                                 | Categoria                             | Destinatario               | Risultato | Ref.          |
| ---- | -------------------------------------- | ------------------------------------- | -------------------------- | --------- | ------------- |
| 2022 | 20ª edizione dei Director's Cut Awards | Miglior attore (TV)                   | Yoo Ah-in                  | Nominato  | [ 28 ]        |
| 2022 | 20ª edizione dei Director's Cut Awards | Miglior attore (TV)                   | Parco Jeong-min            | Nominato  | [ 28 ]        |
| 2022 | 20ª edizione dei Director's Cut Awards | Miglior attrice (TV)                  | Kim Hyun-joo               | Nominato  | [ 28 ]        |
| 2022 | 20ª edizione dei Director's Cut Awards | Miglior regia (TV)                    | Yeon Sang-ho               | Nominato  | [ 28 ]        |
| 2022 | 20ª edizione dei Director's Cut Awards | Miglior sceneggiatura (TV)            | Yeon Sang-ho Choi Gyu-seok | Nominato  | [ 28 ]        |
| 2022 | 20ª edizione dei Director's Cut Awards | Miglior attore esordiente (TV)        | Kim Do Yoon                | Nominato  | [ 28 ]        |
| 2022 | 20ª edizione dei Director's Cut Awards | Miglior attrice esordiente (TV)       | Kim Shin-rok               | Vinto     | [ 28 ]        |
| 2022 | 58° Premi delle Arti Baeksang          | Miglior attrice non protagonista      | Kim Shin-rok               | Vinto     | [ 29 ] [ 30 ] |
| 2022 | 1° Premi della Serie Blue Dragon       | Miglior attrice non protagonista      | Kim Shin-rok               | Vinto     | [ 31 ] [ 32 ] |
| 2022 | Premi APAN Star                        | Miglior attrice non protagonista      | Kim Shin-rok               | Vinto     | [ 33 ]        |
| 2022 | Premi APAN Star                        | Premio OTT per l'eccellenza maschile  | Parco Jeong-min            | Nominato  | [ 34 ]        |
| 2022 | Premi APAN Star                        | Premio OTT per l'eccellenza femminile | Kim Hyun-joo               | Nominato  | [ 34 ]        |
| 2022 | Premi APAN Star                        | Premio OTT Miglior Attore Maschile    | Yoo Ah-in                  | Nominato  | [ 34 ]        |
| 2022 | Premi APAN Star                        | Popularity Star Award, Attore         | Yoo Ah-in                  | Nominato  | [ 35 ]        |